# 人を動かす
『人を動かす』（ひとをうごかす、原題 : How to Win Friends and Influence People、“友を得、他人に影響を与える方法”）は、デール・カーネギーの著書。1936年発売。日本語版の発売は1937年（昭和12年10月30日・創元社刊）。

## 概要
『道は開ける』と共に、デール・カーネギーの代表的な著書。自己啓発書の元祖と称されることも多い。日本国内で430万部、世界で1500万部以上を売り上げている。発売から80年以上売れ続けている超ロングセラーである。
日本での評価も非常に高く、経営者が勧めたり、新人研修に用いられたりすることも多い。経営者やマネージャー、チームリーダーなど人を動かす立場ならば「はじめに読んでおきたい1冊」と言われる名著であり、人生の節目などで数年おきに読み返すことで新たな発見があるとも評される。
ビジネス現場においてだけでなく、家族・恋愛・交遊関係など老若男女問わず、あらゆるシチュエーションにおいて本書に挙げられているメソッドは有効であり、人生を豊かに過ごすための「人との付き合い方」を学ぶことができる。著者の経験に基づいて、多くの例を挙げて説明されているため、読みやすく理解しやすいものとなっている。

## 執筆までの経緯
1888年に米国ミズーリ州の農家に生まれたデール・カーネギーは、教師を志して入学した州立学芸大学を卒業後、中古車のセールスマンや、一時は俳優を目指し挫折するなど、雑多な職業を転々としていた。
そんな彼の最初の転機となったのは、1912年に副業で始めた「話し方講座の講師」に採用されたことである。もともと教師志望で、学生時代に弁論大会で活躍した能力が組み合わさり、YMCAの夜間学校での授業が好評を博して受講者も増え、仕事を軌道に乗せていった。
この授業を通じて、受講生に必要なのは話術だけでなく「対人関係の技術」だと判明したものの、適当な教材がなく、カーネギーは自前で用意する。最初は一片のカード、続いてリーフレット、そして小冊子へと分量を増していく。哲学書から心理学書、偉人の伝記まで大量に読破し、授業のための素材を収集して研究を続けていき、しまいには各界の名士や実業家にインタビューをしたり、図書館で文献調査をするスタッフまで雇うなどしてエピソードを蓄積していった。
そして1936年、48歳になったカーネギーが、自前の教材と講義の速記録に改良を加え出版したのが『人を動かす』である。話し方講座を始めて25年、「対人関係の教材づくり」を始めて15年の歳月を経てまとめられた、歴史的な書籍である。発売直後に大ベストセラーの社会現象になり、一時のブームに終わることなく、1955年のカーネギー没後も変わらず現在まで読み継がれている。

## エピソード
ミハイル・ゴルバチョフ
ソビエト連邦の最後の大統領 ミハイル・ゴルバチョフの伝記によれば、当時の米国大統領ロナルド・レーガンから勧められて読んだとされている。以後、首脳との会談で、コミュニケーションが円滑になり、質問から話を膨らませる手法が明らかに増えたという。
ウォーレン・バフェット
世界一著名な株式投資家のウォーレン・バフェットは、20歳のときに人前で話をする訓練のために、後に本作の原型となる「デール・カーネギーの演説コース」を受講している。バフェットはそこで学んだ知識を使い、彼が主催するネブラスカ大学夜間クラスにおいて、平均年齢が彼の2倍以上の受講生に「投資原理」を教えていた。カーネギーの演説コースの卒業証書は、今でもバフェットのオフィスに飾られているという。

## 評価
- 2000年には、ボストン公共図書館の「20世紀最も影響を与えた本ベスト100」に、『道は開ける』と共に挙げられた。
- 2011年には、Time誌の「最も影響力のある100冊の本」において、第19位にランクインした。
- 2013年には、アメリカ議会図書館による「アメリカ史において影響力のある本」において、第7位にランクインした。
- 2020年には、ニューヨーク公共図書館による「史上最も借りられた本」において、第8位にランクインした[2]。
  - 1位 エズラ・ジャック・キーツ『The Snowy Day（邦題：ゆきのひ）』（48万5583回）
  - 2位 ドクター・スース『ハットしてキャット』（46万9650回）
  - 3位 ジョージ・オーウェル『1984年』（44万1770回）
  - 4位 モーリス・センダック『かいじゅうたちのいるところ』（43万6016回）
  - 5位 ハーパー・リー『アラバマ物語』（42万2912回）
  - 6位 E・B・ホワイト『シャーロットのおくりもの』（33万7948回）
  - 7位 レイ・ブラッドベリ『華氏451度』（31万6404回）
  - 8位 デール・カーネギー『人を動かす』（28万4524回）
  - 9位 J・K・ローリング『ハリー・ポッターと賢者の石』（23万1022回）
  - 10位 エリック・カール『はらぺこあおむし』（18万9550回）

## 内容

### 人を動かす三原則
人は決して論理的ではなく、「感情」の生き物である。たとえば、相手が「自分の企画や作品」について感想を求めているとき、彼らは心の中では『賞賛』を求めており、同時に『批判』を恐れている。たとえ『真実の問題点』であったとしても、たった一言でも非難されれば相手は気分を害してしまい、以後険悪な関係になってしまいかねない。
1. 批判も非難もしない。苦情も言わない。
他人の悪口は言わない
批判したり非難すれば、必ず相手を不快にさせて反発が返ってくる。他人の批判をする前に、まず自分の言動を改めること。「尊敬するあの人なら、この問題をどう処理するだろうか？」と自問自答してみよう。
失敗しても叱責しない
失敗したことを叱責しても、余計に委縮するだけ。相手を信頼している事を伝えて、挽回させるチャンスを与えること。「君はもう二度と同じ失敗を繰り返さないと、私は確信している。その証拠に、明日もまた君に仕事を頼むことにするよ。」
相手を理解するように努める
言い争いになりそうな場合には、相手が悪くても非難せずに、「なぜ、相手がそういう言動をしたのか？」を考えたほうが得策である。そうすれば、同情・寛容・好意も自ずと生まれてくる。
2. 率直で、誠実な評価を与える。
適切に評価する
誰しも「人に認められたい」と、心の奥では渇望している。相手の自己評価にぴったり合うことを言ってあげることで、「承認欲求」を満たしてあげること。
褒めて激励する
他人の熱意を呼び起こしたり長所を伸ばしたいなら、間違った時に罰を与えるよりも、良いことをした時に褒美を与えるほうがはるかに効果的である。
感謝を伝える
日常的に、深い思いやりから出る「感謝の言葉」を振りまくことこそ、友を作り人を動かす秘訣である。批判された場合も賛辞された場合も、相手はそれを終生覚えているのだから…。
3. 強い欲求を起こさせる。
相手の望む事柄を考える
望ましい行動を相手に取らせるには、自分の立場だけで考えるのではなく、相手の立場になって考えて『相手が望むような提案』ができれば、自分から進んで提案に乗ってくる。
相手の立場を理解する
自分の立場だけでなく『相手の立場から物事を考える』ことで、相手を不愉快にさせたり怒らせることなく、双方にメリットのある話し合いを冷静に行える。
相手に理由を与えてやる
たとえば、何か素晴らしいアイデアが浮かんだ際に、そのアイデアを相手に思いつかせるように仕向け、その発案を絶賛して褒めてやれば、相手はそれを『自分の発案』だと思い込んで積極的に企画を進めようとするだろう。

### 人に好かれる六原則
多くの人は、会話において「私は」を連呼しているが、自分のことばかり話す人は付き合っていて退屈だし、他人から好かれることはない。他人の顔や名前を覚えない人、他人の趣味や好物などを覚えない人も同様である。他人から好かれたいなら、まず自分が「他人に興味を持つこと」が重要である。相手の顔と名前を覚えたら、その人の趣味嗜好・仕事や家庭など、大事にしていることを知ることから始めよう。
1. 誠実な関心を寄せる
相手に好かれたいなら、相手の関心を引こうとするよりも、『相手に純粋な関心を寄せる』ことだ。ここでの関心は、上辺のものではなく『心底からの関心』である必要がある。また、自分の利益だけでなく、双方の利益にならなくてはならない。
2. 笑顔を忘れない
笑顔を見せることは非常に強力で、経営、販売、教育などあらゆる面で効果を上げる。電話セールスする際でも、笑顔は声にのって相手に伝わる。笑顔を見せる気にならない時には、無理にでも笑ってみたり、自分の気の持ち方を工夫すること。
3. 名前を覚える
名前は当人にとって最も快い、最も大切な響きを持つ言葉であることを忘れない。他人に名前を覚えられると、その人が「自分を特別に思っている」と感じるものだ。名前を覚えるには、何度も名前を繰り返して、顔・表情・姿と一緒に覚えるようにすること。
4. 聞き手にまわる
多くの人は「他人の話」を聞くより、「自分の話」を聞いてほしがっている。相手が何を求めているのか聞き取り、それに正しく対応すること。相手自身のことや得意にしていることなど、相手が喜んで答えてくれるような質問をすること。
5. 関心のありかを見抜く
いきなり仕事の話をせず、相手の趣味嗜好・力を入れている仕事や社会貢献・信頼している同僚や部下・家族やペット・自宅や愛車……など、その人が「強く関心を持っていること」を話のキッカケにすると、意外なほど相手は心を開いてくれることが多い。
6. 心から褒める
相手の貢献と働きぶりに謝意を表して、自分や会社にとって「どれほど重要でかけがえのない存在」なのか賛辞しよう。相手自身が「自分は重要な存在なのだ」と悟ってくれるよう、何度でも機会があるごとに、従業員や家族の前で『心からの賞賛』を贈ろう。

### 人を説得する十二原則
「相手に議論で打ち勝つこと」と「相手の好意を勝ち取ること」は、めったに両立できない。相手との意見の不一致は、議論によっては永久に解けない。機転や外交性、慰めやいたわり、そして相手の立場で同情的に考える思いやりをもってして、はじめて解ける。
議論をすることで相手と「敵対関係」になるのではなく、問題や課題を解決するために共に立ち向かう「味方チーム」になれるよう、双方の立ち位置についての前提条件を最初に整えておこう。
1. 議論を避ける
議論に勝つ唯一の方法は、議論を避けることである。議論は自他いづれかが不愉快になり、将来の反感に繋がりかねない。そもそも議論で言い負かしたとしても、相手が主張を変えることは稀である。議論になった時点で、双方にとって不毛であり「負け」なのだ。
2. 誤りを指摘しない
相手の意見に敬意を払い、誤りを指摘しないこと。安易に他人に教えたり間違いを指摘することは、相手の「無知」を責めているも同然である。どうしても間違いを指摘する必要がある場合には、遠回しにやんわりと伝えて、相手自身に気付かせるようにすること。
3. 誤りを認める
自分に誤りがあれば、ただちに快く認めること。自分から間違いを認めてしまえば、相手も寛大で公正な態度を取りたいと思い、「自分も間違っているかもしれない」と反省を促せる。うまく問題解決できれば、これまで以上に相手の信頼を勝ち取ることもできる。
4. おだやかに話す
ゆっくりと笑顔で語りかけ、「自分は味方であり、良き友人になりたい」のだと理解してもらうこと。どんな相手に対しても高圧的にならず、自分の意見を押し付けないこと。『北風と太陽』の寓話のように、相手にコートを脱がせるには暖かい態度で臨もう。
5. 「イエス」と答える問題を選ぶ
いったん相手がノーと言うと、それを翻すのは容易ではない。人と話すときは、最初にイエスと言わせる問題ばかりを取り上げて、出来るだけノーと言わせないようにすること。イエスと何度も言った後にノーと発言することは、大きな精神力が必要になる。
6. 相手にしゃべらせる
相手のことは「相手自身が一番よく知っている」のだから、十分にしゃべらせて情報を聞き出そう。異議があっても我慢して、大きな気持ちで辛抱強く、誠意を持って聞いてあげよう。誰もが「他人の話」を聞くよりも、「自分の話」を聞いてほしいのだ。
7. 相手に思いつかせる
人から押し付けられた意見よりも、「自分で思いついたアイデア」のほうを、我々ははるかに大事にする。ヒントや暗示を与えて誘導して、結論は相手に出させるほうが利口である。相手のアイデアを褒めて、相手の手柄にさせてしまうのが賢い戦略である。
8. 人の身になる
相手は自分が間違っているとは思っていないから、相手を非難しても始まらない。相手の意見を尊重して、理解するよう努めること。「もし自分が相手の立場だったら、どのように感じて、どう反応するだろうか？」と自問自答してみよう。
9. 同情を寄せる
多くの人は、同情に飢えている。相手の考えや希望に対して、否定ではなく同情を寄せよう。「あなたの気持ちはもっともです。私があなただったら、私もそう思うでしょう」と伝えれば、口論や悪感情は消え去り、好感を持たれるだろう。
10. 美しい心情に呼びかける
道徳観・倫理観に訴えることで、相手に『理想とされる行動』を取らせることができる。心から信頼を寄せられ、正直で公正な人物だと扱われると、なかなか不正なことはできない。「あなたは約束を破るような人じゃないと信じている。」と伝えてみよう。
11. 演出を考える
単に事実を述べるだけでは充分ではない。興味を引くような+αを加えて、CMのようにインパクトのある「ドラマチックな演出」をする必要がある。例えば、商品プレゼンの際に、「調査結果のついた競合商品」をズラリとクライアントの前に並べてみよう。
12. 対抗意識を刺激する
仕事を任せる相手が躊躇しているなら、「大変な仕事だから、よほどの人物じゃないと務まらないよ」と負けん気を起こさせてみよう。業績アップできない場合には、社内でチームを作ってゲーム形式で競争させてみよう。

### 人を変える九原則
1. まずほめる。
どうしても注意や指摘が必要な状況であっても、いきなりダメ出しをすれば、相手は自分を否定されたと感じて素直に話を聞いてくれなくなる。まず初めに「相手を褒める」ことが、人を動かすための最初の一歩である。
2. 遠まわしに注意を与える。
安易な批判をしてしまうと、相手から反感を持たれることになる。指摘やダメ出しが必要な場合でも、なるべく直接的な表現を避ける必要がある。それとなく「こちらの指摘に気づかせるような伝え方」を工夫しよう。 　
3. まず自分の誤りを話した後、相手に注意を与える。
相手に指摘をする必要がある時は、自分の失敗談を織り混ぜながら伝えて、相手が受け入れやすくしてあげることが有効です。
4. 命令をせず、意見を求める。
人は自分自身の行動を自分で決めたい心理があり、頭ごなしに命令されると反発したくなります。相手に指示や要望がある時は、指示や命令で相手を従わせるのではなく、「自分で気付いた」「自分で決めた」と相手に思わせる伝え方をしよう。
5. 顔を立てる。
人前で叱ったり恥をかかせることは、相手の顔をつぶし自尊心を傷つけ、反発心を抱かせてしまう。相手の顔をつぶさない配慮が、人を変えるうえでは不可欠になる。
6. わずかなことでも、すべて、惜しみなく、心からほめる。
人間は他者から褒められることによって、自己重要感が満たされ、自分の可能性を信じて大きく成長することができる。相手を大きく成長させるためには、わずかな事でも惜しみなく積極的に褒め続けることが大切である。
7. 期待をかける。
他者から期待をかけられると、人は期待に応えようと努力するものである。期待をかけるということは、相手に対する信頼の表れであり、相手を望ましい方向に導いていく上で非常に有効だろう。成長を期待する相手がいるのであれば、期待事項を「具体的な言葉」にして伝えてあげることが効果的である。
8. 激励して、能力に自信を持たせる。
誰かから激励されると、自己重要感が満たされ、「自分はできる人間だ」と思って行動できる。激励は、相手のパフォーマンスを向上させることが出来る。相手の長所や頑張っていることをしっかり褒めて、相手に自信を持たせてあげることが重要である。
9. 喜んで協力させる。
誰かに依頼したり協力を頼んだりするのであれば、相手に喜んで協力してもらうに越したことはない。部下には、大袈裟な肩書を気前よく与えることによって、兵士たちをその気にさせよう。自己重要感をしっかり満たしてあげることは、相手に喜んで協力してもらう効果的な方法である。

### 付録：幸福な家庭を作る七原則
- 口やかましくいわない。
- 長所をほめる
- あら探しをしない
- ほめる
- ささやかな心尽くしを怠らない
- 礼儀を守る
- 正しい性の知識を持つ

## 書籍情報
- 『人を動かす』（訳・山口博）創元社 ISBN 4422100513

1937年版の翻訳者は加藤直士
- 『新訳 人を動かす』（訳・ 田内志文）KADOKAWA ISBN 9784041019634

出版から80年が経過してパブリックドメインとなっていた原書の「旧版」を出版しようとした際に、遺族が著作権を持っている「新版」を誤認して翻訳した上で出版したことから、創元社からのクレームが入り、回収・絶版となった。